# Cels Gomis i Mestre
Cels Gomis i Mestre (Reus, 5 de gener de 1841 - Barcelona, 13 de juny de 1915) fou un folklorista i enginyer català.

## Biografia
Fill de Josep Gomis i Galtés, veler i botiguer d'Igualada, i de Josepa Mestre i Figuerola, de Reus. Va estudiar a Madrid i va treballar construint bona part de les carreteres d'Espanya d'aquella època, així com de les línies ferroviàries. Durant les obres recollia refranys, supersticions, costums, cants i altres elements del folklore popular, que després va classificar i va publicar. El 1868 va col·laborar amb el seu conciutadà Joan Prim, molt amic del seu cosí Frederic Gomis, en la revolució anomenada La Gloriosa. El 1876 va establir-se a Barcelona. El 1909 va perdre un braç en un accident, però va continuar escrivint i en la convalescència va redactar el llibre Cantars catalans.
El 1867 començà la seva activitat política: contactà amb els republicans federals i s'afilià al Club dels Federalistes. Durant la Revolució de Setembre de 1868 va participar en l'assalt a l'Ajuntament de Barcelona, on sembla que ajudà a preservar els arxius municipals de la destrucció "amb què la gent desfogava el seu entusiasme" segons diu ell mateix. A finals del 1869 s'hagué de refugiar a França i Ginebra, on passà l'hivern 1869-70, moment en què ingressà en la secció de l'Aliança de la Democràcia Socialista, de la qual fou secretari. Tornà a Catalunya el 1870 i jugà un important paper en la penetració del bakuninisme. Secretari de La Solidaridad, col·laborà també a Acracia (1886-88), a El Productor, del qual arribà a ser-ne director, (1887-93), a El Estado Catalán, de Valentí Almirall (1869-1972) i a La Tramontana, de Llunas i Pujals. Des del 1876 es dedicà fonamentalment a estudis folklòrics catalans. Quan es va fundar l'Associació d'Excursions Catalana l'any 1878 en fou un dels membres més actius i va publicar molts articles científics i folklòrics al butlletí de l'entitat. Continuà la seva tasca al Centre Excursionista de Catalunya. L'obra folklòrica de Gomis té dues vessants: una instructiva, manifestada en els seus primers treballs Lo llamp i'ls temporals i La lluna segons lo poble, on explica les creences populars sobre aquests temes, i una altra constructiva, on recull les manifestacions de la saviesa general: Meteorologia i agricultura populars i Zoologia popular en són representatives
Signats amb les seves inicials C.G. publicà dos opuscles plenament anarquistes, El Catolicismo y la cuestión social (1886) i A las madres, (1887) a Sabadell. D'acord amb aquesta ideologia, va participar en el Primer Certamen Socialista organitzat a Reus pel Centre d'Amics, una societat obrera amb finalitats instructives i de resistència, de caràcter socialista llibertari i laïcista, vinculada a la Federació de Treballadors de la Regió Espanyola. La seva militància anarquista no l'allunyà de les seves posicions federalistes, com ho demostra la seva amistat amb Valentí Almirall, del qual traduí al castellà España tal cual es (1886) i El Catalanismo (1902). Va mantenir, a partir d'un federalisme profundament assumit, amb uns forts components de compromís social, una notable concepció de catalanisme progressista. Un catalanisme crític respecte al catalanisme de caràcter essencialista i conservador imposat pel moviment de la Renaixença. Va escriure també una gran quantitat d'obres escolars sobre temes d'història natural, geografia, gramàtica, geometria i aritmètica.

## Obres
Entre les seves obres cal esmentar:
- Lo Llamp y'ls temporals (1884)
- Programa de literatura oral catalana (1883)
- La vall de Hóstoles (1885)
- Aubadas i Capvespres (col·laboració, 1887)
- Meteorologia i agricultura populars ab gran nombre de confrontacions (1888)
- Botànica popular ab gran nombre de confrontacions (1891). Reeditada per Edicions Sidillà (2015) amb pròleg de Salvador Palomar.
- Cantares (1890)
- Cantars catalans  (1913)
- Cantars i dictats topics de Catalunya i de la resta d'Espanya (1900)
- La bruixa catalana, aplec de casos de bruixeria i supersticions recollits a Catalunya a l'entorn dels anys 1864-1915 (1987). Reeditada per Edicions Sidillà (2016) amb pròleg d'Adrià Pujol Cruells.
- De las plantas y sus aplicaciones (1895)
- Dictats topics catalans (1901)
- Zoologia popular catalana (1910) Reeditada per Edicions Sidillà (2014) amb pròleg d'Emili Samper
- Geografia General de Catalunya volum II província de Barcelona (1914) visualització online
- La lluna segons lo poble (1884)